# Porto Santo Stefano
Porto Santo Stefano (IPA: [ˈpɔrto ˈsanto ˈsteːfano]) è il capoluogo di 8 892 abitanti del comune italiano sparso di Monte Argentario, nella provincia di Grosseto, in Toscana.
Posto nella Maremma Grossetana e parte della Costa d'Argento all'estremità meridionale della Toscana, ha una grande tradizione marinaresca. È un attivo centro commerciale, peschereccio e balneare. La cittadina, nota per la sua vocazione turistica, è centro di rilevanza internazionale per la vela e la nautica da diporto. Con Porto Ercole costituisce uno dei due abitati maggiori che formano il comune.

## Geografia fisica

### Territorio

Porto Santo Stefano raffigurato su una confezione di cerini S.A.F.F.A.

La località si trova sul lato nord-occidentale del promontorio dell'Argentario, a poco più di 40 km a sud di Grosseto, a circa 10 km ad ovest di Orbetello e a circa 12 da Porto Ercole. La costa settentrionale di Porto Santo Stefano si articola tra Punta Lividonia a nord-ovest e la foce del Canale di Santa Liberata.
Procedendo da ovest verso est, la costa si presenta alta e rocciosa tra Punta Lividonia e Punta della Madonnetta, che delimita a ovest il centro abitato. Il tratto costiero su cui si affaccia la cittadina, presenta una passeggiata lungomare che si affianca alla strada urbana. Proseguendo lungo quella direzione si incontra prima il porto vecchio, ormeggio di tipo turistico, e dopo un altro tratto di passeggiata lungomare il Porto del Valle, punto di partenza dei traghetti per l'Isola del Giglio e per Giannutri, a cui sono annessi l'area riservata ai pescherecci e i cantieri navali.
Oltrepassata l'area del porto principale, la costa diviene nuovamente alta e rocciosa, lungo la quale si incontrano le penisolette di Punta Nera e del Calvello, ove si trovava originariamente la torre costiera del Calvello.

### Clima
Il clima è di tipo mediterraneo, quindi abbastanza mite durante tutto il corso dell'anno. Le precipitazioni sono piuttosto scarse (mediamente poco più di 400 mm annui) e raramente di lunga durata; si concentrano soprattutto nei mesi autunnali. L'eliofania, vale a dire il soleggiamento, raggiunge uno dei valori massimi assoluti annuali dell'intero territorio nazionale italiano.
In base alle medie climatiche del trentennio 1971-2000, le più recenti in uso, la temperatura media del mese più freddo, gennaio, è di 5,9 °C, mentre quella del mese più caldo, agosto, è di 22,7 °C; mediamente si contano 14 giorni di gelo all'anno e 11 giorni annui con temperatura massima uguale o superiore a 30 °C. Nel trentennio esaminato, i valori estremi di temperatura sono i +37,8 °C dell'agosto 1998 e i -9,0 °C del gennaio 1979. Si tenga peraltro presente la quota di oltre 600 metri sul livello del mare cui i dati si riferiscono. È appena il caso di precisare che al livello del mare le temperature sono normalmente superiori di alcuni gradi. 
Le precipitazioni medie annue si attestano a 455 mm, mediamente distribuite in 51 giorni, con minimo prolungato tra il tardo inverno, la primavera e l'estate e moderato picco in autunno.
L'umidità relativa media annua fa registrare il valore di 72,8%, con un minimo di 64% a luglio e un massimo di 79% a novembre; mediamente si contano 150 giorni annui con episodi nebbiosi.
Di seguito è riportata la tabella con le medie climatiche e i valori massimi e minimi assoluti registrati nel trantennio 1971-2000 e pubblicati nell'Atlante Climatico d'Italia del Servizio meteorologico dell'Aeronautica Militare relativo al medesimo trentennio.
| MONTE ARGENTARIO (1971-2000) | Mesi | Mesi | Mesi | Mesi | Mesi | Mesi | Mesi | Mesi | Mesi | Mesi | Mesi | Mesi | Stagioni | Stagioni | Stagioni | Stagioni | Anno  |
| MONTE ARGENTARIO (1971-2000) | Gen  | Feb  | Mar  | Apr  | Mag  | Giu  | Lug  | Ago  | Set  | Ott  | Nov  | Dic  | Inv      | Pri      | Est      | Aut      | Anno  |
| ---------------------------- | ---- | ---- | ---- | ---- | ---- | ---- | ---- | ---- | ---- | ---- | ---- | ---- | -------- | -------- | -------- | -------- | ----- |
| T. max. media (°C)           | 8,0  | 8,6  | 10,6 | 13,0 | 18,0 | 21,9 | 25,8 | 26,3 | 22,1 | 17,1 | 11,9 | 8,9  | 8,5      | 13,9     | 24,7     | 17,0     | 16,0  |
| T. min. media (°C)           | 3,7  | 3,7  | 5,2  | 7,3  | 11,6 | 15,1 | 18,5 | 19,1 | 15,7 | 12,1 | 7,6  | 4,8  | 4,1      | 8,0      | 17,6     | 11,8     | 10,4  |
| Precipitazioni (mm)          | 45,1 | 39,9 | 37,4 | 39,4 | 25,0 | 12,6 | 6,7  | 21,2 | 43,6 | 66,4 | 65,6 | 52,2 | 137,2    | 101,8    | 40,5     | 175,6    | 455,1 |
| Giorni di pioggia            | 5    | 4    | 4    | 6    | 4    | 2    | 1    | 2    | 4    | 6    | 7    | 6    | 15       | 14       | 5        | 17       | 51    |
| Umidità relativa media (%)   | 77   | 74   | 73   | 74   | 70   | 69   | 64   | 66   | 72   | 78   | 79   | 77   | 76       | 72,3     | 66,3     | 76,3     | 72,8  |

- Classificazione climatica: zona B, 1399 GG
- Diffusività atmosferica: alta, Ibimet CNR 2002

## Storia

Porto Santo Stefano nei primi del Novecento

Porto Santo Stefano, situato nella parte settentrionale del Monte Argentario, è il maggior centro di questo promontorio.
Per la sua posizione geografica favorevole fu frequentato dagli antichi popoli che navigavano nel Mediterraneo. I Romani hanno lasciato notevoli tracce della loro presenza, tra le quali i resti dei bagni di Domiziano e nelle loro carte indicavano la località con nomi vari, come Portus Traianus e Portus ad Cetarias.
Sotto la dominazione della Repubblica di Siena, che va dagli inizi del XV alla metà del XVI secolo, il luogo diviene un approdo di scarsa importanza soggetto alle frequenti incursioni dei pirati. In questo periodo vengono costruite la torre dell'Argentiera nel 1442, ed alcune torri costiere. Lo sviluppo del centro ebbe inizio intorno al 1550 sotto il governatorato spagnolo di Núñez Orejón de Ávila, e continuò dopo la creazione dello stato dei Presidi e la costruzione della fortezza Spagnola.
Nel 1646 Porto Santo Stefano fu conquistato dai Francesi, per poi tornare sotto la dominazione spagnola nello stesso anno; nel 1707 passò sotto il governo degli Austriaci, insieme a tutto lo stato dei Presidi. Nel 1737 finì sotto il controllo dei Borboni ed in questo periodo si registrò il primo sviluppo demografico importante con l'afflusso di molte famiglie provenienti dalla Campania, dall'Isola d'Elba, e dalla riviera ligure.
Nel 1801 si unì al Regno di Etruria e nel 1815 con il trattato di Vienna passò sotto il Granducato di Toscana. Nel 1842 il granduca Leopoldo II di Lorena istituì la comunità di Monte Argentario, dove Porto Santo Stefano ne rappresentava il capoluogo e Porto Ercole la frazione. Nel 1860 insieme a tutta la Toscana entrò a far parte del Regno d'Italia, fatto storico fu la sosta di Giuseppe Garibaldi e i Mille il 9 maggio 1860 durante il viaggio di trasferimento da Quarto a Marsala.
Durante la seconda guerra mondiale, Porto Santo Stefano costituiva per i tedeschi una base logistica molto importante, per questo fu teatro di violenti bombardamenti: il centro abitato fu duramente colpito dagli alleati subendo la perdita di molti civili. L'episodio venne enfatizzato da Radio Londra, come il successo dei prossimi vincitori del conflitto sulla zona che allora costituiva la vera piazzaforte della Wehrmacht in Italia. I bombardamenti fecero di Monte Argentario il secondo comune italiano più devastato, dopo Cassino.

## Monumenti e luoghi d'interesse

### Architetture religiose
Chiesa di Santo Stefano

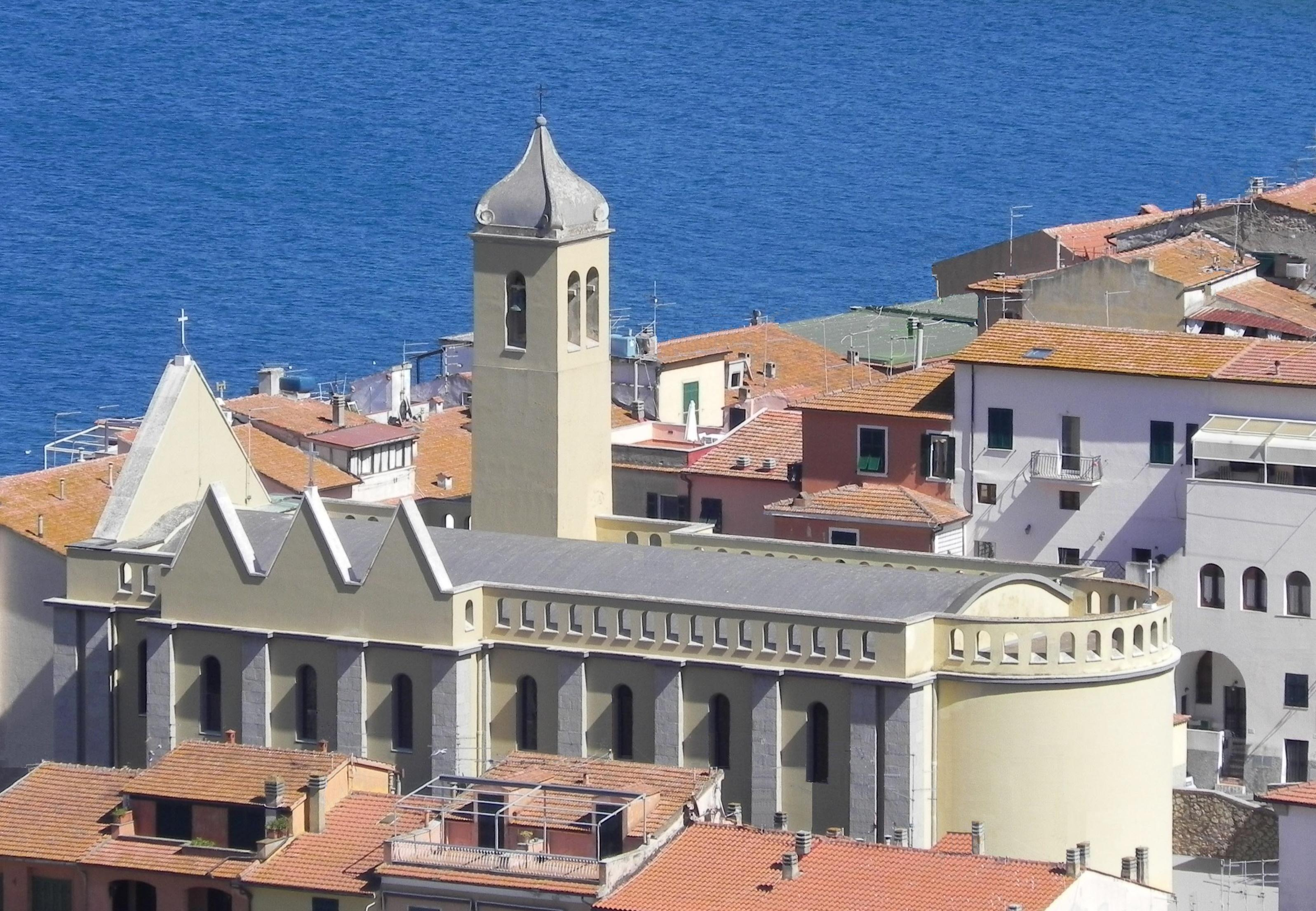
La chiesa di Santo Stefano Protomartire

Moderna chiesa parrocchiale, ricostruita nel secondo dopoguerra dopo che l'antica chiesa settecentesca venne distrutta dalle truppe tedesche il 7 giugno 1944. La nuova chiesa fu progettata dagli architetti Mario Paniconi, Giulio Pediconi, Paolo Rossi De Paoli e consacrata il 25 dicembre 1950. Nel 1963 fu installato il grande organo Mascioni, mentre il presbiterio fu completamente rifatto prima nel 1980 e poi nel 2006.
Chiesa dell'Immacolata Concezione

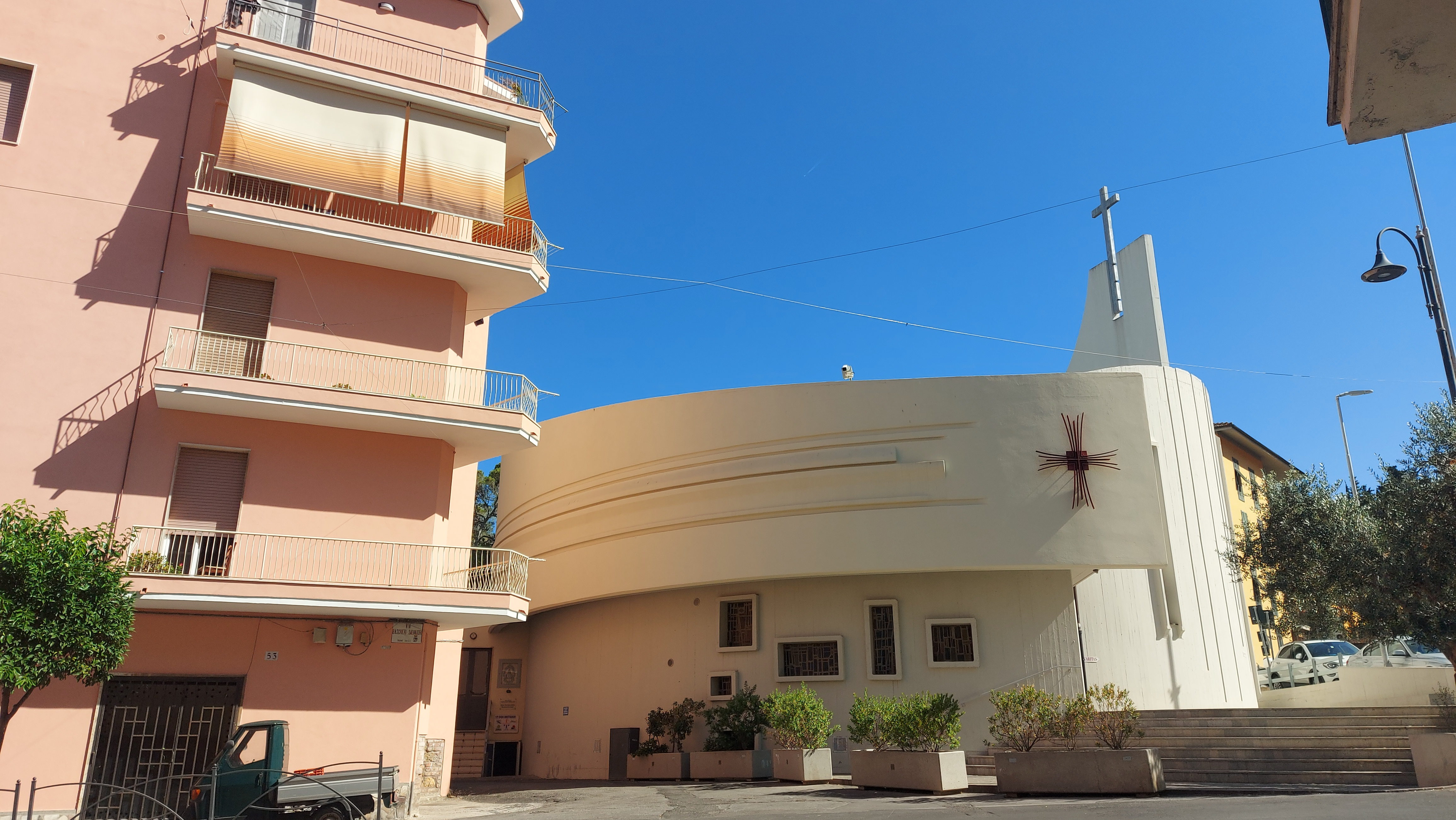
Chiesa dell'Immacolata Concezione al Valle

Edificio parrocchiale del rione del Valle, è stata realizzata tra il 1973 e il 1979 su progetto di Carlo Boccianti, benché la prima pietra fosse già stata benedetta e posizionata il 9 aprile 1961 dal vescovo di Grosseto Paolo Galeazzi. L'inaugurazione è avvenuta il 7 dicembre 1979 con la consacrazione da parte di monsignor Giovanni D'Ascenzi. Nel 2004 è stata oggetto di restauro.
Chiesa della Santissima Trinità
Situata in località Pozzarello, si tratta di un moderno edificio parrocchiale realizzato tra il 1999 e il 2002 su progetto di Carlo Boccianti. La chiesa è stata consacrata il 22 giugno 2002 da monsignor Mario Meini.

#### Chiese scomparse
- Chiesa di Via Aia del Dottore, era situata nel rione Pilarella e intitolata a santa Teresa di Lisieux. Risalente ai primi del 1900 fu utilizzata fino agli anni 1980. È stata dismessa e venduta a privati[19].

### Architetture civili
Villa La Giocondiana (Villa Viti)

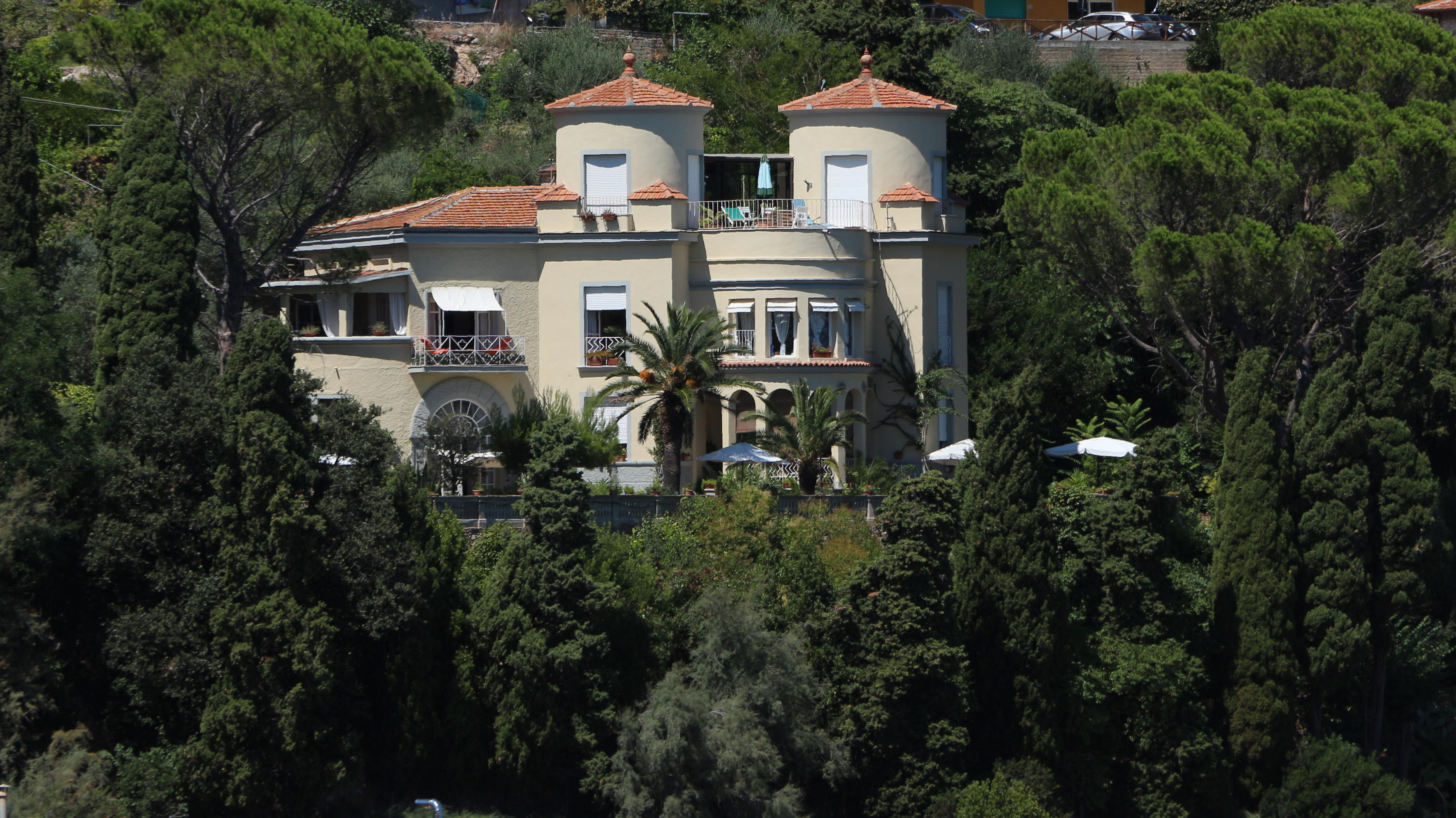
Villa La Giocondiana, risalente agli anni venti del Novecento.

Costruita a Porto Santo Stefano negli anni venti del Novecento dall'architetto Giovanni Maria Viti, una tra le poche residenze d'epoca rimaste indenni ai bombardamenti del 1944.

### Architetture militari

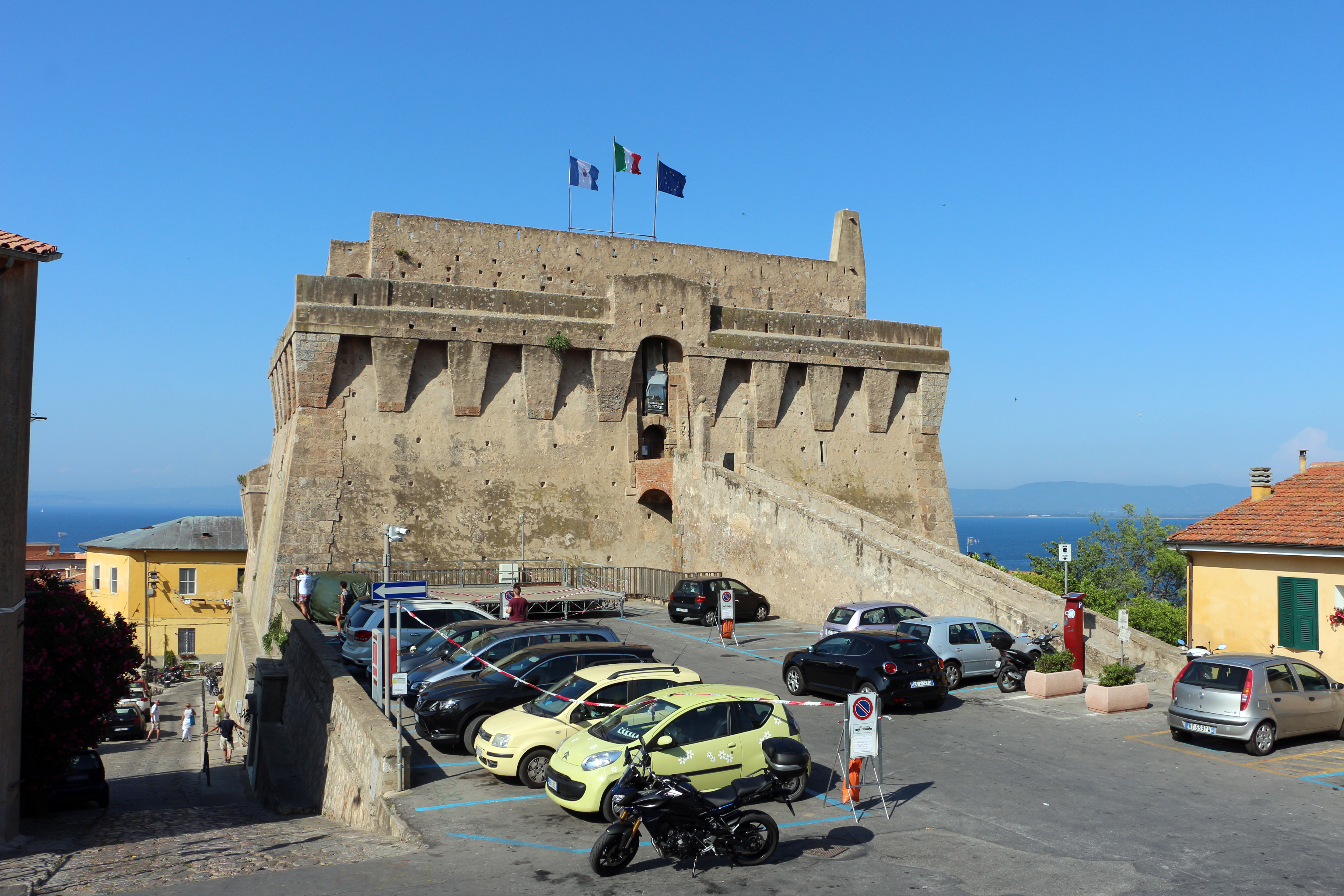
Fortezza Spagnola
Costruita tra la fine del XVI e gli inizi del XVII secolo con l'entrata di Porto Santo Stefano nello Stato dei Presidi, allo scopo di difendere la costa e il paese e respingere attacchi e incursioni nemiche provenienti dal mare. I lavori, che procedevano lentamente, furono terminati nel 1636 con alcune migliorie apportate dall'ingegnere militare Pedro Álvarez. Nei primi del XIX secolo, durante il periodo napoleonico, la fortificazione fu potenziata dai Francesi per resistere agli assalti delle navi britanniche. Ristrutturata dai Lorena dopo l'annessione al Granducato di Toscana, la fortezza continuò a svolgere le funzioni militari anche dopo l'unità d'Italia, fungendo da presidio strategico durante la prima guerra mondiale. Nel secondo dopoguerra fu parzialmente modificata con l'aggiunta di due corpi di fabbrica per ospitare temporaneamente gli uffici del Comune.
Forte del Pozzarello
Situato in località Pozzarello, si tratta di una fortificazione costiera realizzata tra il 1874 e il 1888, ultima struttura difensiva ad essere stata realizzata nell'area del promontorio dell'Argentario. Trasformato in deposito di armi e munizioni nel secondo dopoguerra, fu dismesso nel 1975, andando successivamente incontro ad un inesorabile degrado.
Forte Tre Natali
Struttura difensiva posta sull'altura di Punta Nera, all'estremità orientale del paese, fu costruita nel 1811 dai Francesi. Dismesso dopo il 1867, fu venduto a privati e smantellato. Attualmente sono visibili solo alcuni resti incorporati in un'abitazione privata.
Faro di Lividonia
Faro marittimo costruito nel 1883, venne attivato come semaforo marittimo dalla Regia Marina per l'illuminazione della punta nord-occidentale del promontorio dell'Argentario. Il suo attuale aspetto è dovuto ad una ristrutturazione avvenuta nel 1926.
Torre di Lividonia
Risalente al XVI secolo, è stata fatta costruire dagli Spagnoli su progetto dell'ingegnere militare Francesco De Marchi, che ebbe l'incarico conferitogli nel 1548 dal governo della Repubblica di Siena, proprio negli ultimi anni in cui l'intero territorio era controllato dai Senesi. La torre subì una incursione piratesca nel 1814 e nel 1867 fu ceduta a privati dopo essere stata dismessa. La torre è stata recentemente restaurata.
Torre del Calvello
Torre di avvistamento costruita dagli Spagnoli poco dopo la metà del XVI secolo, quando l'intera zona apparteneva già allo Stato dei Presidi. Distrutta da un bombardamento nel 1943, è possibile oggi osservarne i resti.
Siluripedio

Siluripedio in fase di completamento prima dei bombardamenti del 1943

Struttura militare costruita nel 1943 dal Silurificio Moto Fides S.A. di Livorno, filiale della Whitehead Sistemi Subacquei, per la sperimentazione, la messa a punto e il collaudo dei siluri in mare. Distrutta dai bombardamenti alleati lo stesso anno, non entrò mai in funzione. I resti delle colonne portanti sono diventate dei reperti di archeologia industriale, si trovano ancora in mare nei pressi dell'omonima località.

#### Fortificazioni e torri scomparse
- Torre Antica, era una struttura difensiva costiera situata a Porto Santo Stefano. La sua ubicazione era nell'area in cui sorge il Palazzo Comunale di Monte Argentario.
- Forte del Lazzeretto, era una struttura difensiva costiera situata nel punto dove si trova la sede del Compartimento marittimo di Porto Santo Stefano.

### Altro

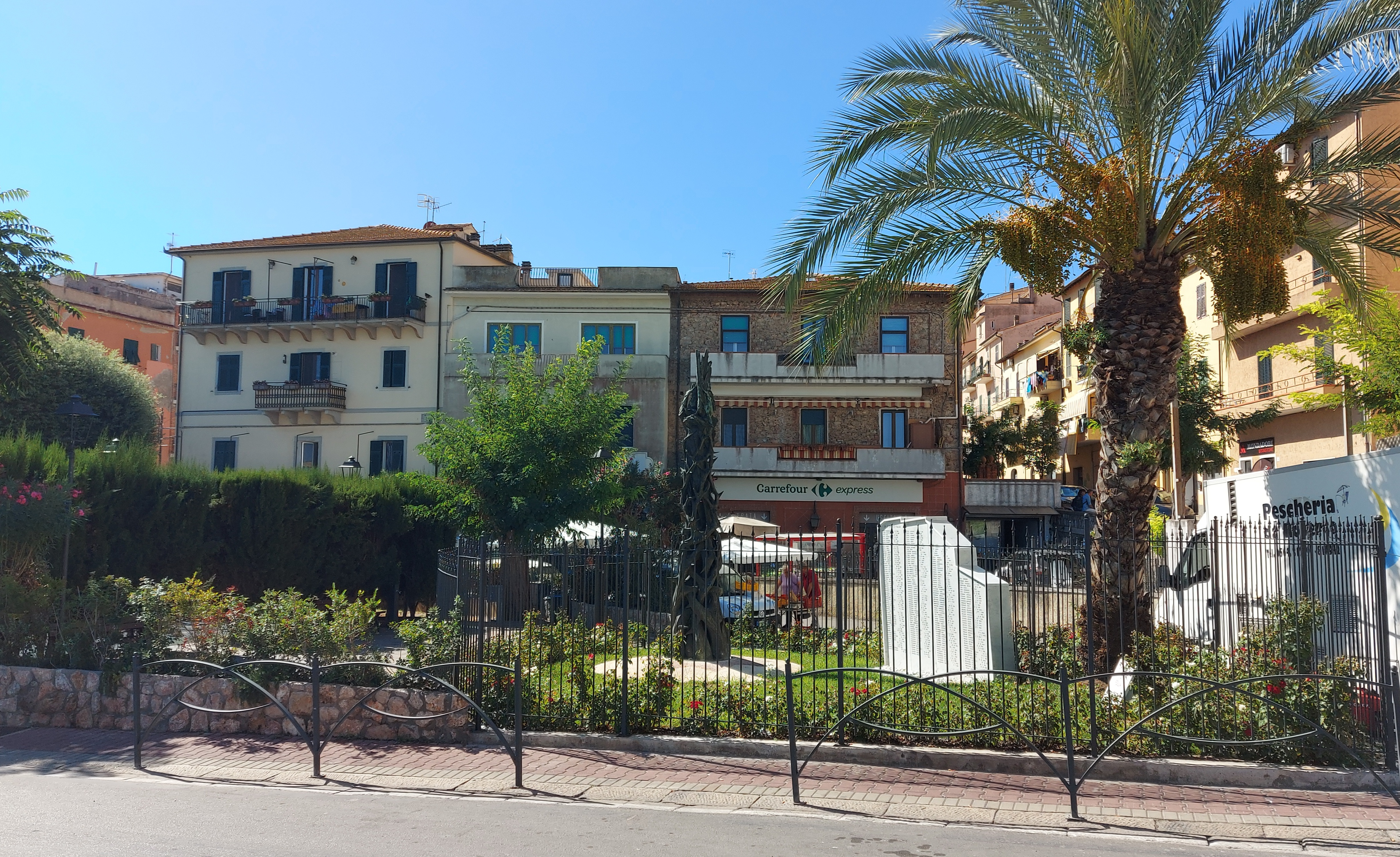
Monumento ai caduti delle due guerre mondiali

- Monumento ai caduti delle due guerre mondiali, posto in via della Vittoria, realizzato nel 1964, dallo scultore Goffredo Verginelli[22], su progetto di Giovanni Maria Viti, poeta, giornalista, scultore, pittore, nonché arguto osservatore delle tradizioni marinaresche del promontorio[23]. Il monumento sorge al posto di un altro che commemorava i caduti della prima guerra mondiale: si trattava di un soldato di marmo bianco, realizzato nel 1922 e distrutto dai bombardamenti del 1943. Nel 2022 è stato spostato in un'area adiacente per consentire la creazione del parco giochi dedicato a Raffaella Carrà[24].
- Monumento ai caduti del mare, situato sul lungomare dei Navigatori, è stato realizzato dallo scultore Egidio Ambrosetti nel 1999 ed è composto da una monumentale scultura bronzea dal titolo tromba marina[25].
- Monumento alla memoria dei caduti civili sotto i bombardamenti del 1943, posizionato sul lungomare dei Navigatori, è composto da una bomba d'aereo disattivata e due steli con i nomi dei caduti[26]. È stato posizionato accanto ad un altro già presente, dedicato alla Protezione civile[27].

## Società

### Evoluzione demografica

Panorama degli anni settanta

Quella che segue è l'evoluzione demografica di Porto Santo Stefano.
| Anno | Abitanti |
| ---- | -------- |
| 1818 | 1 459    |
| 1833 | 1 984    |
| 1840 | 2 578    |
| 1845 | 2 573    |
| 1921 | 6 939    |
| 1931 | 7 332    |
| 1961 | 8 478    |
| 1981 | 9 858    |
| 2001 | 8 810    |
| 2011 | 8 892    |

### Lingue e dialetti

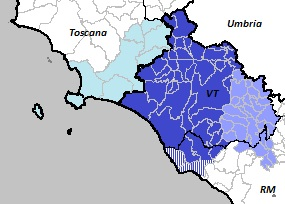
Mappa dei dialetti della Tuscia, facenti parte del gruppo dei dialetti italiani mediani.

Il dialetto parlato a Porto Santo Stefano appartiene al sottogruppo occidentale dei dialetti della Tuscia, facenti parte del gruppo dei dialetti italiani mediani. Nella pronuncia delle parole si tende ad allungare la vocale tonica, vengono troncate le desinenze verbali del modo infinito (es: devo andà a mangià, vado a giocà), come nel dialetto romanesco. Alcuni termini e modi di dire sono comuni al dialetto toscano, parlato sia nell'entroterra che lungo la costa, ma la maggioranza dei cittadini residenti a Monte Argentario figura tra i più ancorati alla tradizione vernacolare.
Riguardo al dialetto santostefanese, vanno evidenziati gli studi e le ricerche di lessicografia e dialettologia italiana di Pietro Fanciulli che, in collaborazione con Tristano Bolelli, ha fatto parte di un gruppo specializzato per lo studio dei dialetti toscani. Il risultato delle lunghe ricerche si è concretizzato nella pubblicazione del Vocabolario di Monte Argentario e Isola del Giglio. Con questa opera, il parlare dell'Argentario è stato elevato a livello scientifico, tant'è che da anni si trova abbondantemente citato nelle opere e negli studi di linguistica e di dialettologia, in Europa e nel mondo.
Anche il modo di parlare della popolazione giovanile è stato analizzato ed inserito in un progetto di ricerca sul linguaggio e la cultura dei giovani, intrapreso dal Dipartimento di Studi italianistici dell'Università di Pisa, nell'ambito del corso di Storia e Didattica della lingua italiana. Ogni espressione o polirematica offerta come risposta dai ragazzi è andata ad arricchire il database elettronico BaDaLì. Tra i termini ancora usati nel vernacolo santostefanese possiamo citare alcuni esempi: zaccandrella (allegra merenda); spronchise (cappotto buono); sanguzzata (tuffo in mare). Alcune inflessioni derivano dalla lingua castigliana.

### Religione

Il futuro vicario generale per la Città del Vaticano Angelo Comastri con Madre Teresa di Calcutta a Porto Santo Stefano nel 1988

Il cardinale Angelo Comastri, vicario generale emerito di Sua Santità per la Città del Vaticano, ha iniziato la sua missione sacerdotale nel 1979 come parroco della chiesa arcipretale di Santo Stefano Protomartire. È stato il sacerdote più rilevante per il comune, in concomitanza con Pietro Fanciulli parroco nello stasso periodo della chiesa dell'Immacolata Concezione al Valle. In questo tempo ebbe un forte legame con Madre Teresa di Calcutta che culminò con la visita della santa nel 1988. Terminò il suo incarico nel 1990 dopo la sua nomina a vescovo.

### I soprannomi e l'industria del sarracchio
Fin dalla fine del 1700 a Porto Santo Stefano una modesta quantità di cordame destinato alle imbarcazioni da pesca veniva prodotto intrecciando le foglie del sarracchio, nome locale per indicare l'Ampelodesmos mauritanicus, pianta della famiglia delle graminacee, molto diffusa sul promontorio, utilizzata dai contadini per legare le viti o i mazzi di verdure raccolte.
Dal 1814, fino alla seconda metà dell’ottocento, la produzione manifatturiera di cime in sarracchio che dava lavoro a più di 150 famiglie, si intensificò e rese indipendente il paese dal Regno di Napoli per l’importazione di cordami. Questa attività durò fino all’inizio della seconda guerra mondiale. Grazie alla lavorazione di queste piante, i santostefanesi vennero soprannominati sarracchiai.
Unico inconveniente era che le cime in erba si sfilacciavano presto e viste da lontano le imbarcazioni argentarine equipaggiate di bompressi, sembravano dei profili di visi dai lunghi nasi con i peli sporgenti. Nacque così il soprannome nasi pelosi.
I due soprannomi, usati bonariamente per puro scherno campanilistico hanno antiche origini comuni, che conferiscono loro un significato tutt'altro che offensivo e ricordano un pezzo di storia dell’economia locale.

### Tradizioni e folclore

Palio Marinaro dell'Argentario negli anni 1950

#### Processione di Cristo Risorto
Dai primi anni trenta del Novecento la mattina di Pasqua si svolge la Processione di Cristo Risorto, molto sentita dalla popolazione. La statua del Cristo viene portata sopra il porto in ricordo dei pescatori e dei marinai che hanno lasciato la loro vita in mare, le imbarcazioni rispondono alla benedizione suonando le sirene.

#### Palio Marinaro dell'Argentario
Dal 1937 il 15 agosto di ogni anno, esclusi gli anni di guerra, si svolge a Porto Santo Stefano il Palio Marinaro dell'Argentario, una gara remiera tra le più lunghe al mondo, che consiste in una competizione tra i quattro rioni del paese: Pilarella, Valle, Croce e Fortezza. I singoli equipaggi sono composti da un timoniere più quattro vogatori, i quali devono percorrere dieci volte la distanza di quattrocento metri compresa tra due boe per un totale di quattromila metri..

#### La maschera sciornia

Caratteristiche maschere sciornie negli anni 1970

Porto Santo Stefano ha avuto una tradizione carnevalesca molto particolare, che si identificava nella maschera sciornia, nome che in dialetto significa trasandato, disordinato. Camuffamenti strani e antichi ai quali partecipava tutta la popolazione, fatti di vesti stracciate e ricucite, sacchetti e calzamaglie nelle combinazioni più improbabili. Queste antiche maschere, rappresentavano simbolicamente il modo di sovvertire ogni canone sociale e sessuale. La tradizione è andata persa nel tempo e le associazioni locali, con il Comune di Monte Argentario, cercano di far rivivere saltuariamente queste antiche usanze, come nel festival della maschera sciornia che si è tenuto nel 2009.

### Istituzioni, enti e associazioni
A Porto Santo Stefano aveva sede il 64° Deposito Territoriale dell'Aeronautica Militare, chiuso nel 2016. Attivo fin dalla prima metà degli anni 1930, ha avuto il compito della gestione dei carburanti avio, con lo scopo di fornire il supporto logistico/operativo ai Reparti di Volo delle Forze Armate. L'area è passata in gestione al comune, perdendo definitivamente la sua funzione militare.
L'Ufficio Circondariale marittimo di Porto Santo Stefano, l'unico in Italia con funzione di Capitaneria di porto, è autorizzato a tenere le matricole della gente di mare di 1ª, 2ª e 3ª Categoria.

## Cultura

### Istruzione

#### Biblioteche
Biblioteca comunale, facente parte del sistema bibliotecario provinciale grossetano. È stata fondata nel 1977 e dispone di un patrimonio librario di circa 18 000 volumi.
Centro Studi Don Pietro Fanciulli
Nato nel 2015, oltre a gestire un cospicuo patrimonio bibliotecario-documentale donato al Comune, promuove attività culturali finalizzate a divulgare e a valorizzare la storia della Costa d’Argento partendo dalle numerose ricerche condotte da Pietro Fanciulli.

#### Scuole
Nella località sono presenti istituzioni prescolastiche, scolastiche di primo grado e di secondo grado, inferiore e superiore. La struttura principale è l'Istituto statale di istruzione superiore "Raffaele Del Rosso - Giovanni da Verrazzano", che ha accorpato: il liceo classico "Dante Alighieri" di Orbetello, l'istituto professionale per il commercio e il turismo "Raffaele Del Rosso" di Orbetello, l'istituto tecnico nautico "Giovanni da Verrazzano" di Porto Santo Stefano, l'istituto professionale per le attività marinare di Porto Santo Stefano e l'istituto tecnico commerciale di Albinia.
Il comune organizza dal 1992 il Premio letterario Monte Argentario per poesia e prosa, riservato a giovani autori frequentanti le scuole pubbliche e private italiane..

#### Musei

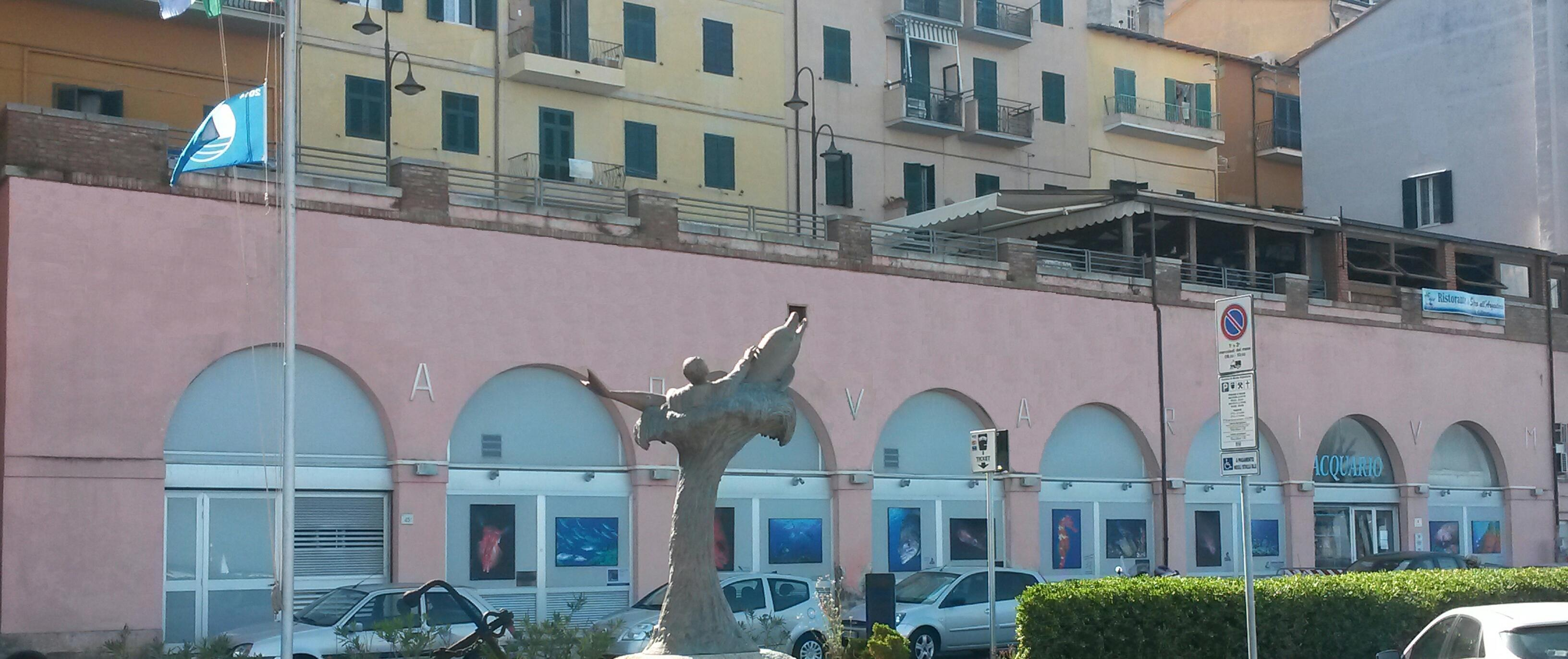
L'acquario mediterraneo della Costa d'Argento, in primo piano il Monumento ai Caduti del Mare di Egidio Ambrosetti.

La fortezza Spagnola è adibita a struttura museale ed ospita le mostre permanenti maestri d'ascia e memorie sommerse.
Sul lungomare dei navigatori si trova il centro didattico di biologia marina con annesso l'acquario mediterraneo della Costa d'Argento.
Le due mostre permanenti e l'acquario fanno parte della rete museale Musei di Maremma (sezione Costa d'Argento).

### Media

#### Radio
A Porto Santo Stefano, hanno avuto sede alcune stazioni radiofoniche a diffusione locale che trasmettevano in modulazione di frequenza: Radio Faro e Nova Radio Argentario. Quest'ultima offriva una programmazione incentrata sull'informazione locale e sugli eventi sportivi molto seguita, oltre che sulla musica leggera.

### Cinema

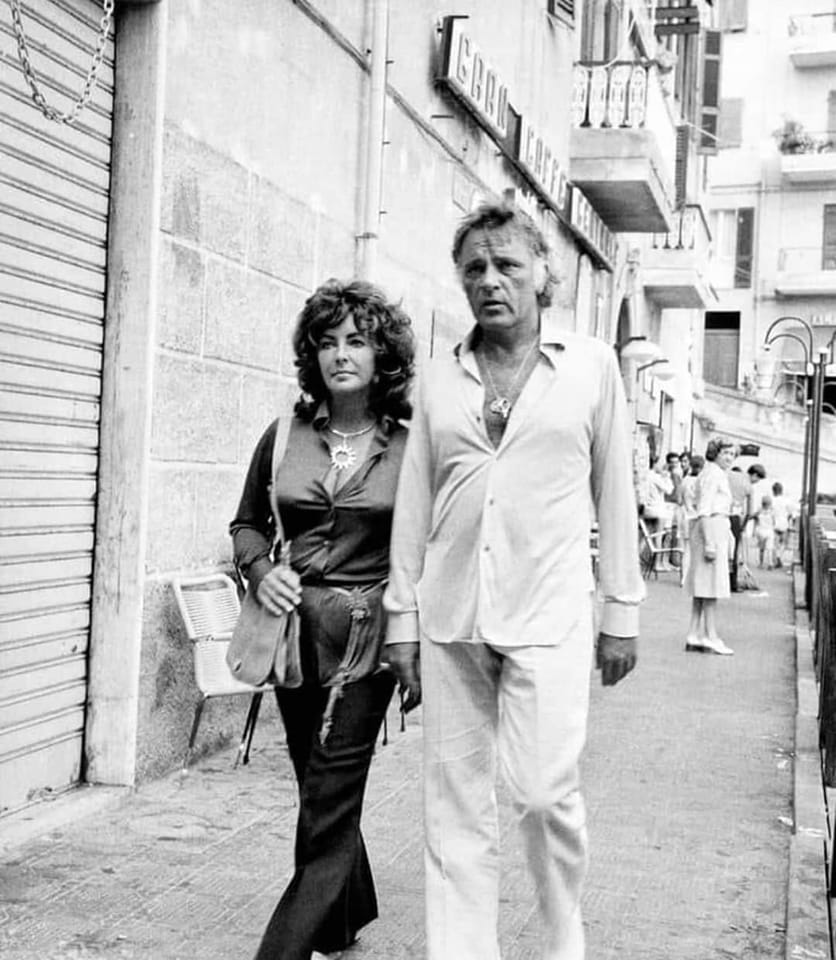
Richard Burton e Liz Taylor a Porto Santo Stefano nel 1971

Porto Santo Stefano, da sempre frequentato da personalità del panorama cinematografico mondiale, è stato luogo di riprese in molteplici produzioni. La località compare in numerose pellicole, sia come luogo prevalente, che identificata come altro luogo d'Italia o del mondo. Tra i film più rilevanti, si ricordano: Ora X - Pattuglia suicida del 1969 diretto da Gaetano Quartararo,  girato interamente all'Argentario;  I raggi mortali del dottor Mabuse film del 1964 di produzione italo-tedesca diretto da Hugo Fregonese; L'estate del mio primo bacio del 2006 di Carlo Virzì, ambientato e girato totalmente sul promontorio; Giochi d'estate del 2011, di Rolando Colla. 
Dedicato alla vita della religiosa Caterina Sordini è il film Il cantico di Maddalena del 2011, diretto da Mauro Campiotti, che ripercorre la vita della beata, nata a Porto Santo Stefano nel 1770. 
Luciana Castellina comunista, film biografico del 2012 diretto da Daniele Segre è invece ambientato nella residenza estiva di Luciana Castellina, scrittrice, politica e giornalista.
Sono ambientati in parte a Porto Santo Stefano i film: Detenuto in attesa di giudizio di Nanni Loy, con Alberto Sordi girato nel 1971; Farfallon di Riccardo Pazzaglia e Spasmo di Umberto Lenzi girati nel 1974. Nel 1980 hanno avuto luogo le riprese del film Mi faccio la barca, classica commedia all'italiana diretta da Sergio Corbucci.
Tra le produzioni televisive, furono girate a Porto Santo Stefano una puntata della serie TV Il ritorno del Santo del 1978 e numerose ambientazioni della serie L'isola del gabbiano, del 1981 di Nestore Ungaro e Il commissario Manara andata in onda dal 2009 al 2011.

### Musica
Filarmonica Comunale

La banda caratteristica "La Refola" negli anni settanta del XX secolo

La presenza della filarmonica di Porto Santo Stefano è nota fin dal 1842, ai tempi del granduca Leopoldo II di Toscana. Nel 1884 si scrive che la filarmonica locale veniva chiamata Concerto ed era diretta da Carlo Sturmann, insegnante di musica. A partire dal 1891 la banda venne diretta dal maestro Giovanni Battista Checcucci. Dopo un lungo periodo di interruzione, nel 1934 fu costituito un nuovo complesso bandistico chiamato "Giacomo Puccini", composto da 70 elementi, che interruppe la sua attività con lo scoppio del secondo conflitto mondiale. Nel 1959 fu fondata ad opera del maestro Pietro Orsini, la banda caratteristica "La Refola", collettivo molto particolare e distinguibile, noto a livello nazionale e per le sue partecipazioni a programmi televisivi. Con lo scioglimento di questa, nel 1993 fu costituita la filarmonica comunale "Giuseppe Ivo Baffigi" che continua l'attività musicale, mantenendo la tradizione che dura da oltre un secolo e mezzo.
Figura rilevante fu Francesco Fanciulli, che iniziò la sua formazione musicale nella filarmonica comunale, fino a diventare compositore di musiche per bande e direttore della United States Marine Band dal 1892 al 1897, istituita con atto del Congresso degli Stati Uniti nel 1798, la più antica delle bande militari degli Stati Uniti d'America e la più antica organizzazione musicale professionale negli USA.

### Cucina

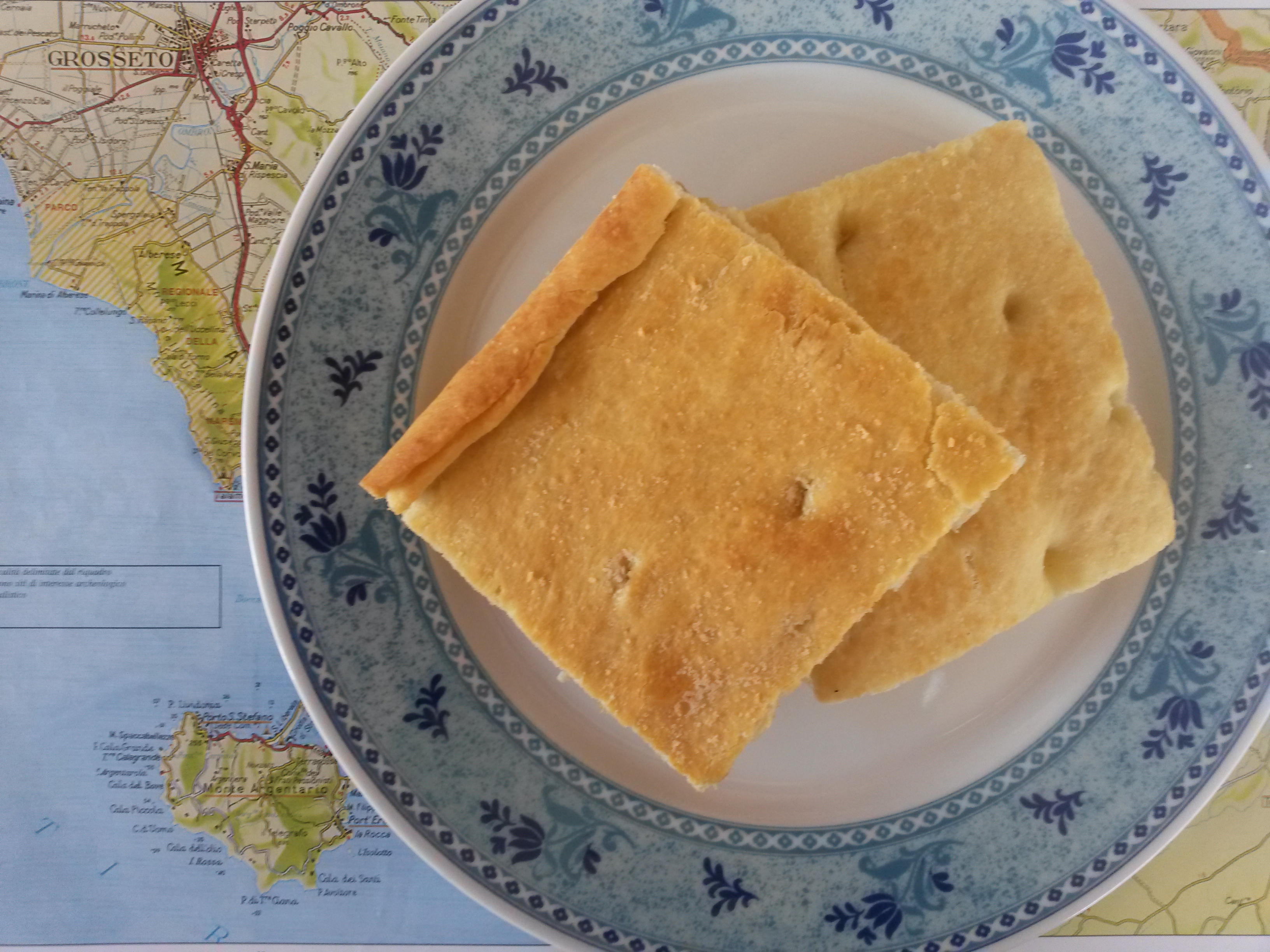
Schiaccia cipolle e acciughe, prodotto tipico di Porto Santo Stefano

La cucina santostefanese, fornisce ampie varietà di piatti basati su ingredienti semplici tipicamente mediterranei, zuppe di pesce povero, verdure di stagione, olio toscano, dolci e vini tipici.
Nelle antiche Frasche, così venivano chiamate le prime osterie locali, oggi scomparse, all'ora di pranzo e merenda, c'erano uova lessate e acciughe salate condite con aglio e prezzemolo, lo stoccafisso battuto con legno sul muro, messo a bagno insieme ai ceci e cotto con cipolla, pomodoro, capperi e acciughe.
Pur se cambiata radicalmente con lo stile di vita, la gastronomia del promontorio mantiene la sua semplicità, arricchita e valorizzata dalle nuove generazioni di chef locali. Tra i prodotti agroalimentari tradizionali più conosciuti si citano i seguenti:
- Caldaro dell'Argentario, tipica zuppa di pesce povero;
- Minestra di spernocchia, nome dialettale della cicala di mare derivante dal campano;[75]
- Scaveccio, pesce fritto lasciato riposare in una marinatura di aceto, cipolla, peperoncino, aglio, rosmarino, alloro;
- Tonnina, composta di filetti di tonno salati ed essiccati;[76]
- Schiaccia cipolle e acciughe, prodotto tradizionale risalente al 1898, è una focaccia di pasta di pane ripiena con acciughe e cipolle dorate[77].
- Pagnottella, tradizionale panetto natalizio;
- Schiaccia di pasqua, dolce tipico del periodo pasquale;
- Coroglio degli Sposi, ciambella tipica granulata all'alchermes[78].

### Eventi

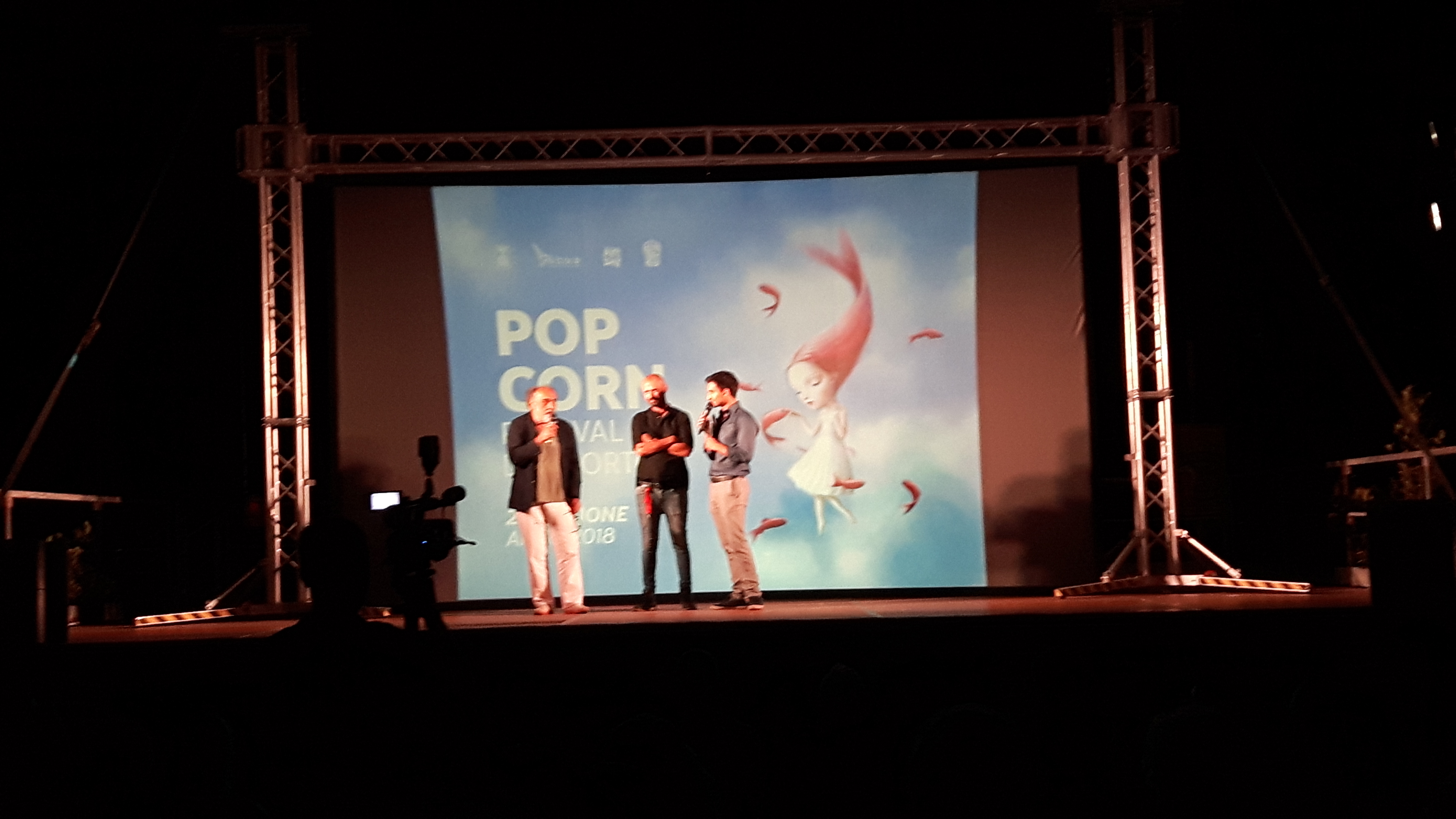
Alessandro Haber al Pop Corn Festival del Corto 2018

Negli anni 1960 aveva luogo a Porto Santo Stefano il Festival dell'Argentario, articolato in una serie di manifestazioni artistiche. Comprendeva il Premio giornalistico Argentario, tra i più prestigiosi d'Italia, che ha visto la partecipazione di numerosi scrittori e autorevoli firme del giornalismo nazionale, tra i quali: Carlo Cassola, Vasco Pratolini, Michele Prisco.
Dal 2009 al 2015 si svolgeva a Porto Santo Stefano, Argentario Dance Festival, un concorso internazionale di danza dedicato a giovani promesse della danza classica e contemporanea provenienti da tutto il mondo. Era presieduto da Sergio Japino.
Dal 1999 al 2009 si realizzava a Porto Santo Stefano Arie di Mare, festival promosso dal Comune, con il sostegno della Provincia di Grosseto e della Fondazione Cassa di Risparmio di Firenze, tra i più significativi dell'Argentario. La manifestazione, multidisciplinare, era ogni anno caratterizzata da un preciso riferimento tematico. Era diretta da Pamela Villoresi, molto legata alla località e contava sulla collaborazione progettuale e organizzativa del Teatro Metastasio di Prato. Dopo cinque anni di interruzione, dal 2014 si è tenuta per due anni nel comune di Orbetello. È stata sospesa nel 2016.
Dal 2016 si svolge il Pop Corn Festival del Corto, concorso internazionale di cortometraggi provenienti da tutto il mondo, distinti in due categorie: Corti d’Autore, rivolto ai professionisti del settore e Opere Prime rivolto agli esordienti o a registi con più esperienza che realizzano il loro primo cortometraggio. La rassegna si avvalse della collaborazione di Raffaella Carrà, molto legata alla manifestazione, l'edizione del 2021 è stata dedicata interamente all'artista, che aveva istituito un premio per il festival, il primo e l’unico per i giovani registi emergenti.

## Geografia antropica

### Urbanistica

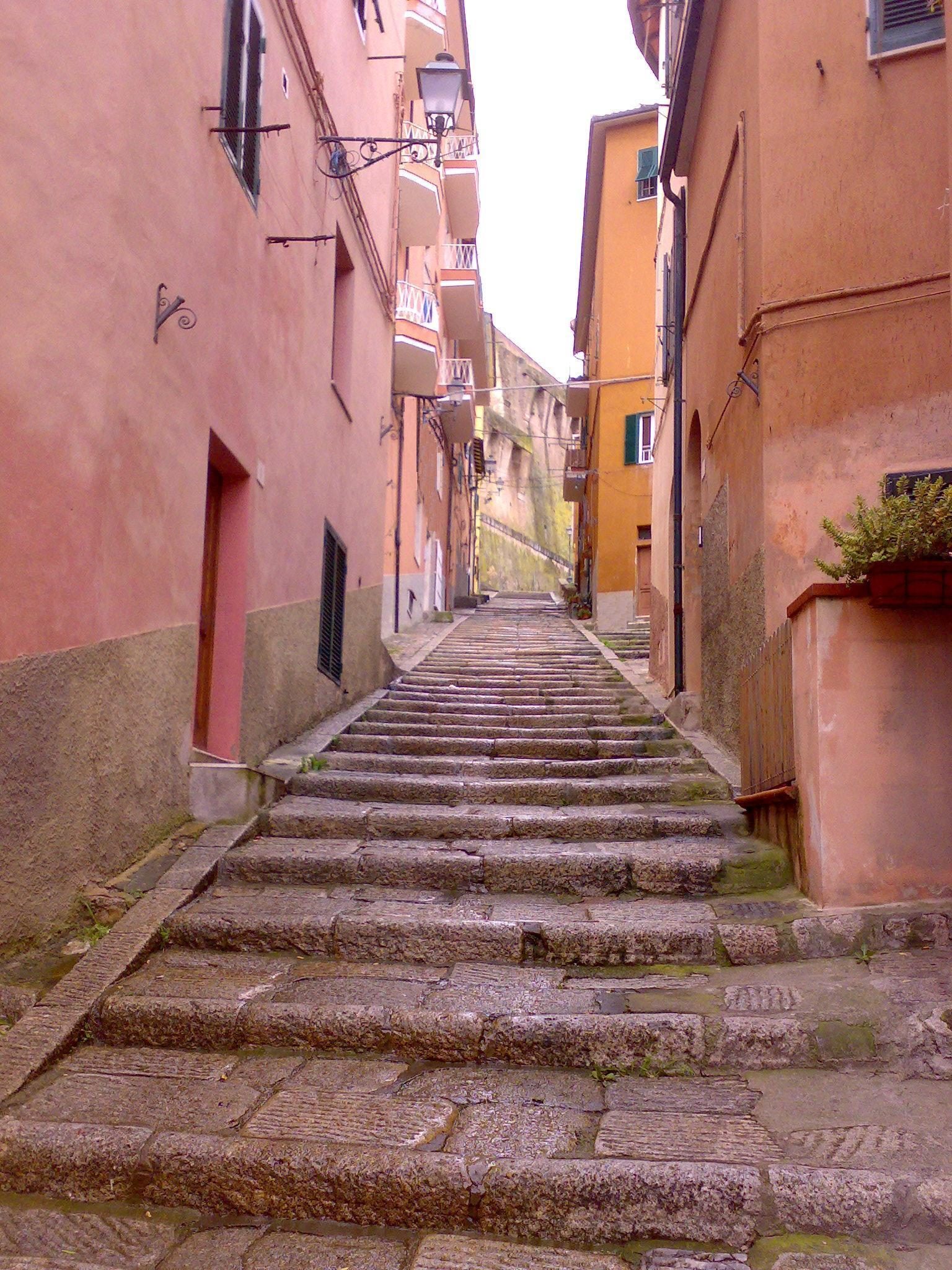
Scalinata di Via del Forte

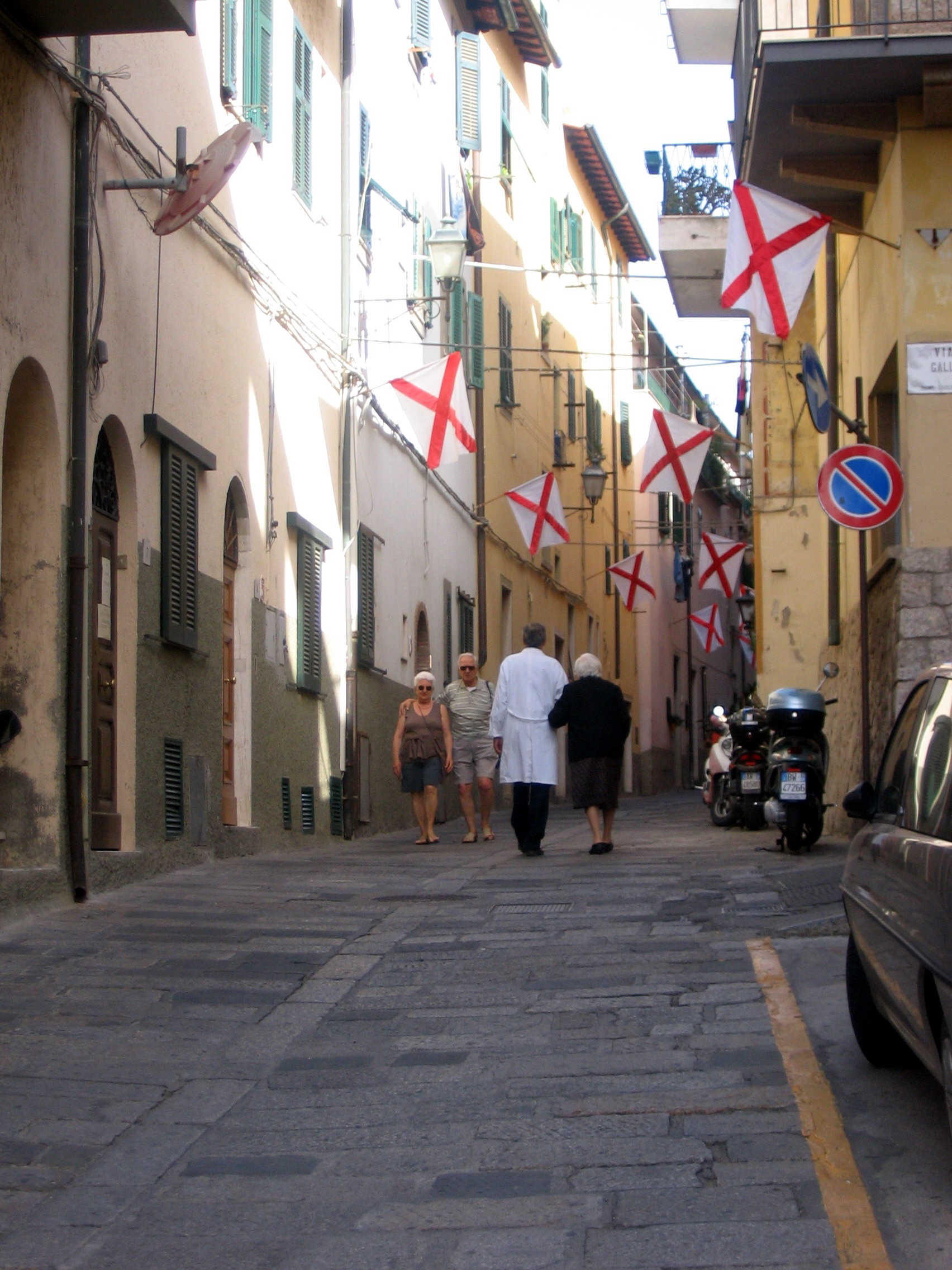
Centro Storico

Il primo nucleo urbano di Porto Santo Stefano si sviluppò alla base della fortezza Spagnola, edificata nel 1600, dove iniziarono a sorgere i primi insediamenti abitativi. La vera espansione urbanistica iniziò però intorno al 1800 con la costruzione delle prime strutture portuali pubbliche. Durante la seconda guerra mondiale il paese fu distrutto al 90% dai bombardamenti degli Alleati, facendone una delle località più danneggiate d'Italia. La ricostruzione del dopoguerra riguardò la totalità del tessuto urbano, dei porti e delle vie di comunicazione, interessando anche la chiesa, costruita ex novo sulle ceneri della vecchia struttura settecentesca, andata distrutta, della quale rimangono solo le campane e parte del campanile.
Dagli anni sessanta, si assiste per circa un ventennio ad una forte espansione dell'edilizia turistico-residenziale, costituita da ville, residence ed alberghi, non sempre in regola con le vigenti norme. Ruolo rilevante contro gli abusi di quel periodo fu dell'allora sindaco Susanna Agnelli, che si rese protagonista nella gestione amministrativa del territorio, con opere importanti, come il lungomare dei Navigatori progettato da Giorgetto Giugiaro. Negli anni ottanta la speculazione venne quasi totalmente bloccata e ciò ha contribuito ad innalzare notevolmente il valore degli immobili preesistenti, limitando l'afflusso turistico ad una clientela più esclusiva. Gli anni novanta hanno visto la ripresa dell'edilizia popolare, specialmente verso nord-est, espandendo la località nella piana del Pozzarello, dove è sorto un nuovo nucleo abitativo.

### Suddivisioni storiche
La cittadina si suddivide in quattro rioni storici, tutti con un gonfalone proprio:
Croce

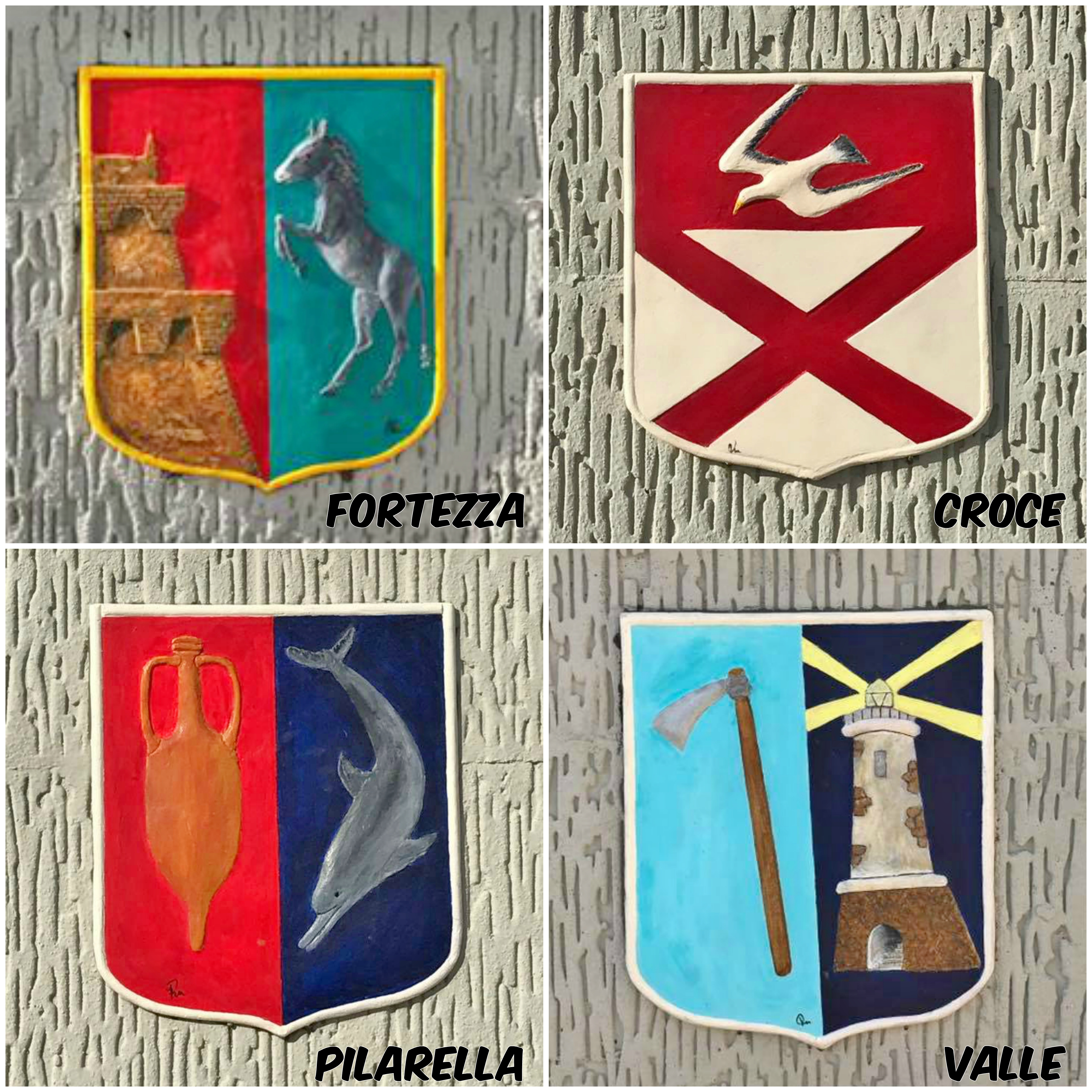
Stemmi dei rioni di Porto Santo Stefano

colori sociali bianco e rosso, gentilizio crociaioli; ha nello stemma, in alto un gabbiano grigio in campo rosso, in basso una croce di Sant'Andrea rossa in campo bianco. Il rione Croce comprende la maggior parte del nucleo storico originario della cittadina che si sviluppa attorno alla chiesa principale. Il nome si deve ad una croce di legno, non più esistente, eretta sulla scogliera ai piedi della quale il passionista san Paolo della Croce insegnava il catechismo. 
Fortezza
colori sociali verde giallo e rosso, gentilizio fortezzaioli; ha nello stemma, a sinistra la fortezza Spagnola dorata in campo rosso, a destra un somarello rampante dorato in campo amaranto. Il Rione Fortezza, unico a non essere a diretto contatto con il mare, comprende quella parte alta di Porto Santo Stefano che circonda l'antica fortezza Spagnola.
Pilarella
colori sociali rosso bianco e blu, gentilizio pilarellai; ha nello stemma, a sinistra un'anfora dorata in campo rosso, a destra un delfino grigio chiaro in campo blu notte. Il rione Pilarella si estende dal porto vecchio fino alla strada panoramica. Comprende il piazzale dei rioni e il palazzo comunale le zone a maggior richiamo turistico. Prende il nome da una sorgente d'acqua e dalle pile utilizzate per lavare gli indumenti.
Valle
colori sociali bianco e azzurro, gentilizio  vallaioli; i colori del Valle sono l'azzurro chiaro e il bianco, e nel suo stemma araldico figurano l'ascia e il faro. Il rione Valle si estende dal porto principale di Porto Santo Stefano fino all'entroterra del Campone, costituendo la zona industriale e commerciale più importante del capoluogo.

## Economia

### Turismo
(Guelfo Civinini Definizione di Porto Santo Stefano da Trattoria di paese (Premio Viareggio 1937))

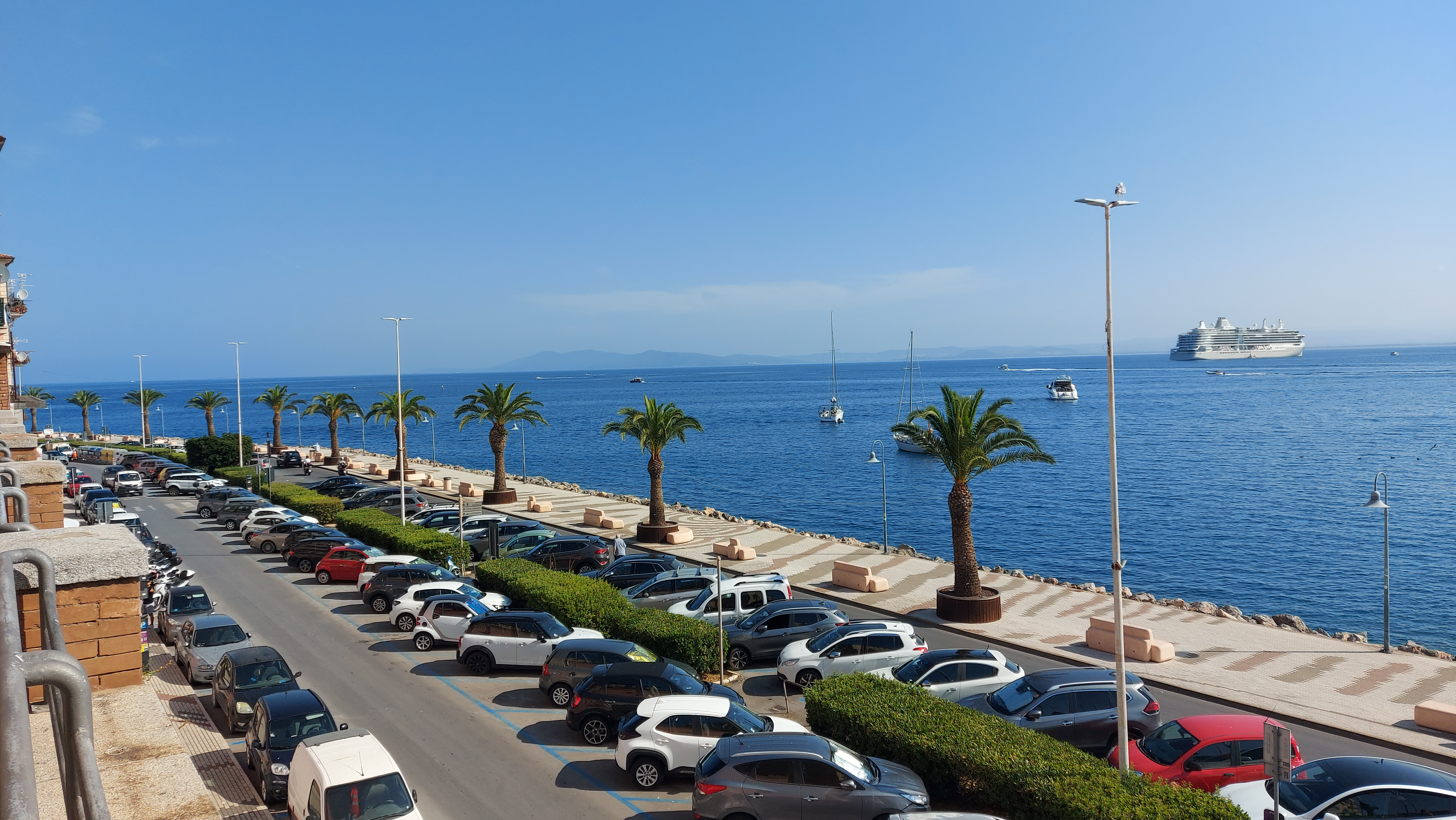
Lungomare dei Navigatori, firmato da Giorgetto Giugiaro.

L'economia si basa essenzialmente sulle attività turistiche, Porto Santo Stefano è centro di rilevanza internazionale per la vela e la nautica da diporto, nei suoi porti hanno ormeggiato panfili celebri e imbarcazioni provenienti da tutto il mondo. Alle normali attività alberghiere e ristorative, si aggiungono quelle derivanti dai collegamenti con le vicine Isola del Giglio e Isola di Giannutri. Il turismo subacqueo è molto sviluppato, numerosi sono i centri immersioni operativi estate e inverno. Dal 2016 la località è porto di scalo ufficiale delle compagnie di navigazione Oceania Cruises e Silversea Cruises, che si occupano di crociere di lusso. Porto Santo Stefano si fregia ormai da diversi anni della Bandiera blu, riconoscimento conferito dalla FEE alle migliori località costiere europee e della bandiera verde per le spiagge migliori per i bambini.

### Pesca
La pesca era un tempo l'attività principale e notevole fonte di sostentamento della popolazione del luogo. Nella prima metà del 1800, fino al 1887 nel golfo era attiva una tonnara, la pesca del pesce azzurro, acciughe, sarde e tonni, favorì la nascita di piccole attività conserviere già nel 1873. Nella località è presente una tra le più importanti flotte pescherecce del Tirreno composta da imbarcazioni che esercitano la piccola pesca e lo strascico costiero. La marineria fornisce il pescato nelle più importanti città italiane tramite il mercato del pesce, azienda di rilievo internazionale con sede a Porto Santo Stefano è la Manno Pesca, multinazionale del commercio ittico.

### Artigianato
Di una certa importanza è la cantieristica navale, il rimessaggio navale e l'opera dei maestri d’ascia, elemento cardine della storia del promontorio nella costruzione di pescherecci e imbarcazioni da diporto. Il Cantiere Navale dell'Argentario, noto a livello internazionale, è uno dei più importanti cantieri italiani per il restauro di imbarcazioni e velieri d'epoca.

## Infrastrutture e trasporti

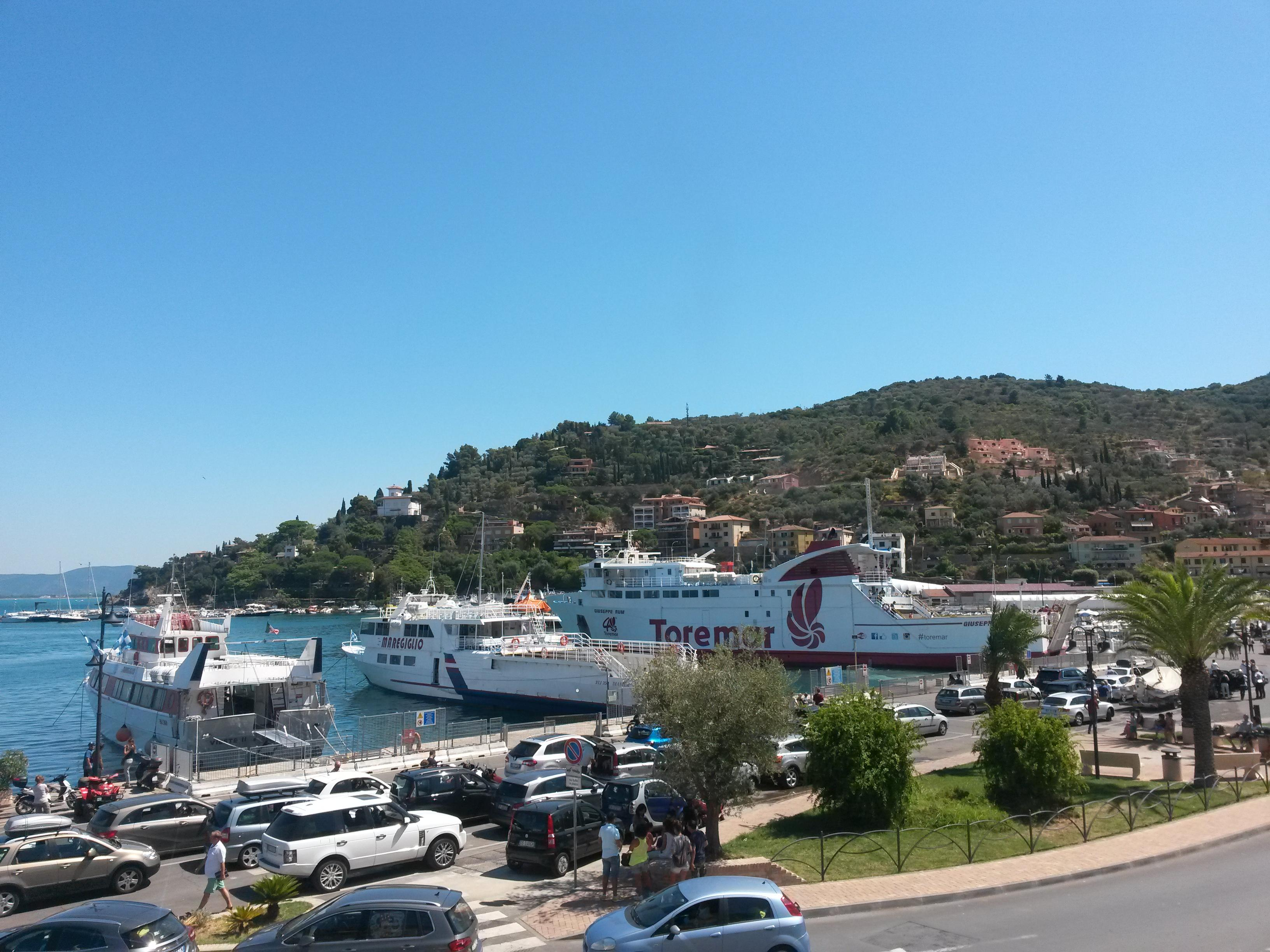
Scorcio del porto del Valle: area imbarco traghetti per le isole

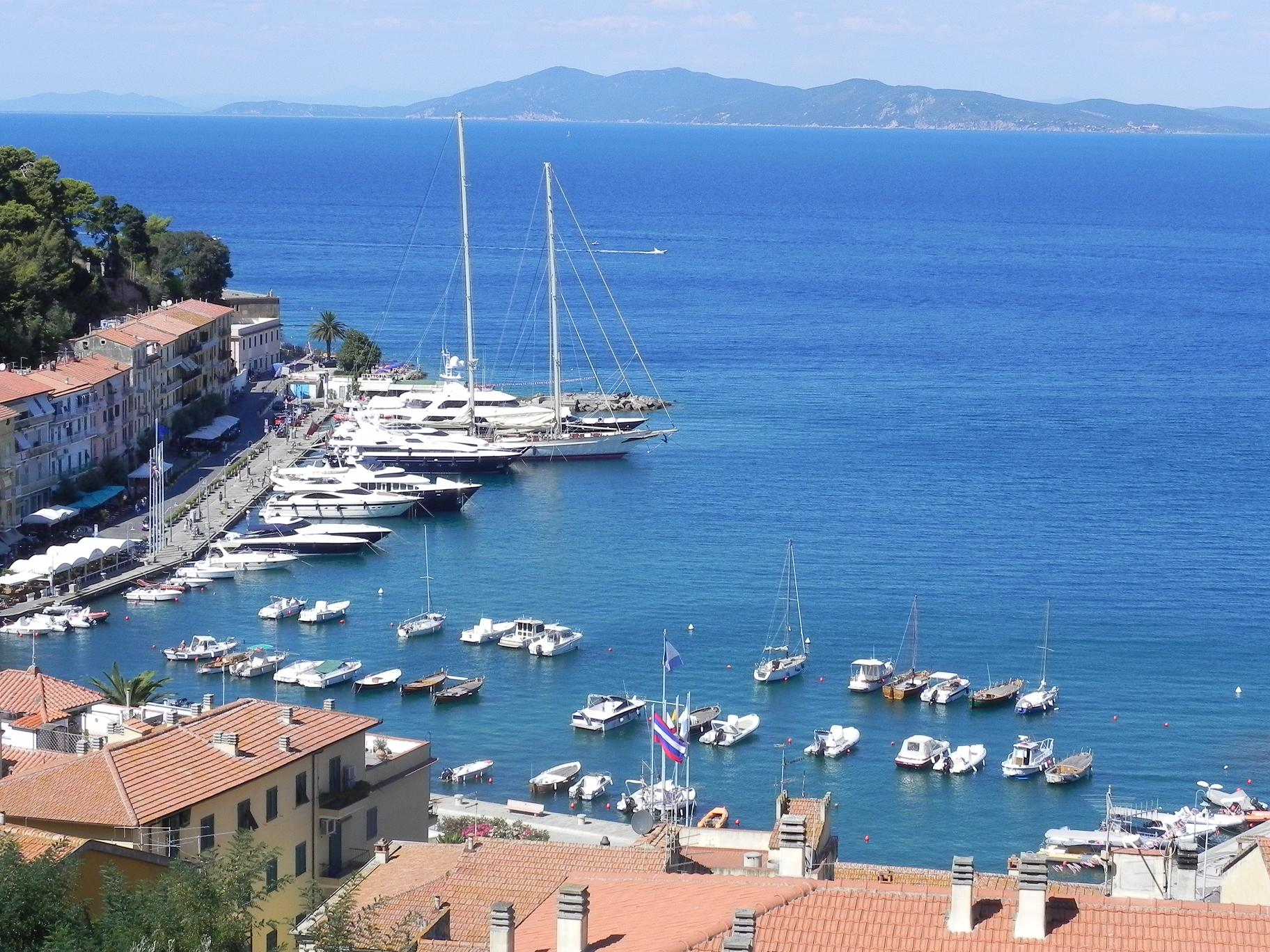
Porto Vecchio

### Strade
Porto Santo Stefano è interessata dalla strada provinciale 161 (ex strada statale 440 di Porto Santo Stefano) e dalla strada provinciale panoramica 65 di Porto Santo Stefano.

### Ferrovie
Dopo la chiusura della ferrovia Orbetello-Porto Santo Stefano, avvenuta nel 1944, la località è servita dalla stazione di Orbetello-Monte Argentario, posta sulla linea Tirrenica e servita da treni regionali Trenitalia svolti nell'ambito del contratto di servizio stipulato con la Regione Toscana.

### Porti
Sono due le infrastrutture portuali presenti a Porto Santo Stefano. Il Porto del Valle, è il principale porto commerciale della provincia di Grosseto, si è sviluppato negli ultimi due secoli, grazie alla cantieristica navale e alla necessità di creare un approdo più protetto del Porto Vecchio. Consente i collegamenti tramite traghetto all'isola del Giglio e di Giannutri tramite Toremar e Maregiglio.
Il Porto Vecchio, era l'antico approdo per i pescatori, divenuto nel tempo un approdo turistico di rilevanza internazionale per la vela e la nautica da diporto.

### Mobilità urbana
I trasporti urbani di Porto Santo Stefano sono gestiti da Tiemme, i collegamenti interurbani vengono svolti con servizi regolari di autobus operati dalla società Autolinee Toscane.

## Sport
Nuoto e pallanuoto

1950, campo a mare nel porto vecchio. Partita di pallanuoto Rari Nantes Argentario - Civitavecchia

La Rari Nantes Argentario di Porto Santo Stefano, dal 1999 confluita nell'associazione Argentario Nuoto, fu tra le più importanti società sportive acquatiche della Toscana.
Nata nel 1946 raggiunse il suo culmine con il campionato nazionale di serie B nel 1981, 1983 e 1989.
Dalle sue file provengono sportivi di interesse nazionale e internazionale come per esempio Cosmo Milano, già campione del mondo di categoria Master sui 5 chilometri, protagonista di imprese natatorie negli anni sessanta.
Un palmares importante è invece quello dell’Argentario master femminile: due scudetti, due titoli Europei, quattro Mondiali.
Vela
Numerosi velisti di fama internazionale, quali Germán Frers, Dennis Conner, Ernesto Bertarelli e Olin Stephens, hanno navigato le acque antistanti l'Argentario. Il territorio vanta numerose scuole di vela e circoli nautici dediti all'organizzazione di ogni tipo di competizione. Oltre ai campionati invernali, italiani e mondiali, gli appuntamenti di spicco sono la Pasquavela in primavera nel weekend di Pasqua e la Panerai Argentario Sailing Week che ha luogo annualmente. La società storica più importante è lo Yacht Club Santo Stefano.
Ciclismo
Porto Santo Stefano è stato sede di tappa del Giro d'Italia nel 1972 e 1998:
- 1972 10ª tappa Roma-Porto Santo Stefano vinta da Italo Zilioli.
- 1972 11ª tappa Monte Argentario-Forte dei Marmi, vinta da Miguel María Lasa.
- 1998 4ª tappa Viareggio-Porto Santo Stefano, vinta da Nicola Miceli.

Dal 2007 si svolge annualmente la Gran Fondo dell'Argentario,  gara di Mountain bike a livello dilettantistico, organizzata dal gruppo ciclistico Monte Argentario, facente parte del circuito MTB della maremma tosco laziale.

### Altri sport
Uno degli sport più praticati all'Argentario e nelle isole circostanti è la subacquea. Porto Santo Stefano conta numerosi centri immersioni attivi tutto l'anno con appassionati provenienti da tutto il mondo.
A Porto Santo Stefano hanno sede la S.S.D. Argentario, società dilettantistica di calcio fondata nel 1963 e militante in Prima Categoria e l'Argentario Basket, società di pallacanestro fondata nel 1975.
È inoltre è sviluppata un'intensa attività di pesca sportiva con canna da riva e da imbarcazione, rivolta prevalentemente alle specie di passaggio in particolari periodi dell'anno.

### Impianti sportivi
A Porto Santo Stefano hanno sede i seguenti impianti sportivi comunali di primo e di secondo livello: la piscina comunale "I Tre Ragazzi", così chiamata in onore di tre atleti della società di pallanuoto Rari Nantes Argentario, deceduti in un incidente stradale, durante una trasferta della squadra,  un campo sportivo di calcio, campi da tennis e il palazzetto dello sport con una capienza di 500 posti a sedere.